# Casimir-Joseph Pétiaux

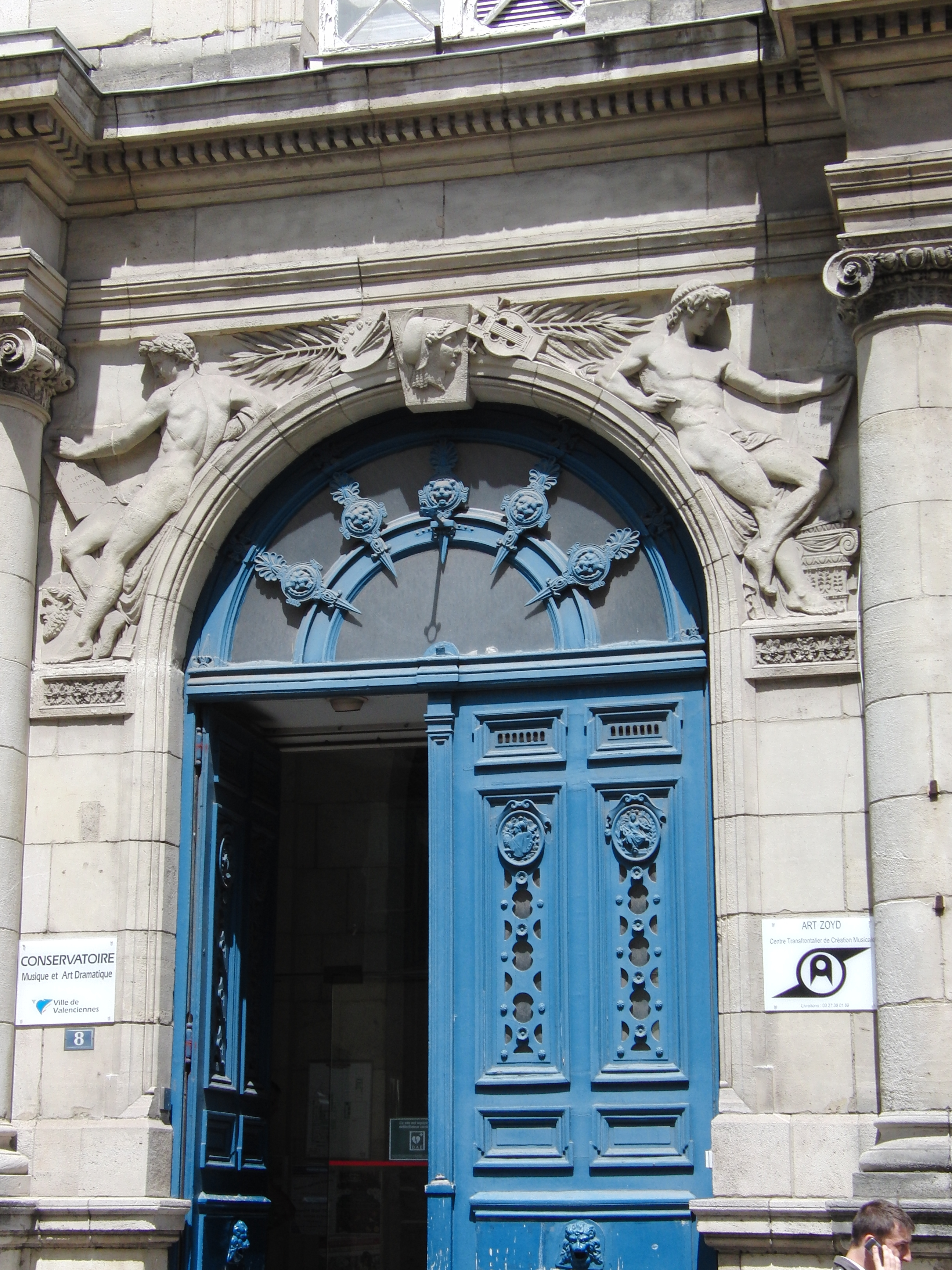
Porte des écoles académiques

Casimir-Joseph Pétiaux, né Raismes le 19 novembre 1807 et mort à Paris le 29 mars 1883, est un architecte et aquarelliste exerçant à Valenciennes.

## Biographie
Casimir-Joseph Pétiaux commence ses études aux Ecoles Académiques de Valenciennes, élève d'Aubert Parent. Il poursuit sa formation à l'école nationale supérieure des Beaux-Arts de Paris, élève d'Antoine Vaudoyer, Hippolyte Le Bas et Henri Labrouste jusqu’en 1836.
Il est architecte de la ville de Valenciennes de 1836 à 1866 et participe à l’entretien des bâtiments publics de la ville. En 1843, il est associé à la malheureuse affaire de l'effondrement du beffroi de la ville durant sa restauration. Il se disculpe de façon convaincante en publiant "Histoire justificative de la restauration du beffroi de Valenciennes depuis le 22 juillet 1837 jusqu'à sa chute". Son œuvre majeure est l'édification des écoles académiques.
De 1856 à 1866, il est professeur d’architecture à l’École des Beaux-Arts de Valenciennes. Il part ensuite sur Paris où il meurt en 1883.

## Postérité
Une exposition Le tracé des idées, Casimir-Joseph Pétiaux (1807-1883), un dixneuvièmiste de Valenciennes s'est tenue à l'Aquarium, galerie de l'école des Beaux-Arts de Valenciennes, du 16 septembre au 14 octobre 2000.
Un recueil d'aquarelles des décorations construites pour la visite de l'Empereur Napoléon III à Valenciennes en 1853
Gustave Housez réalise son portrait en 1860.

## Principales œuvres
- 1840-1843 Château Perdry-Mallet à Beuvrages, détruit en 1954[6]
- 1851 Tour de l’Église Saint-Géry à Valenciennes
- 1851-1856 Monument Place Jehan Froissart à Valenciennes avec le sculpteur Henri Lemaire[7]
- 1854-1858 La chapelle de l’hôpital, Le Quesnoy[8]
- 1862-1864 Écoles académiques (devenu le Conservatoire) 8 rue Ferrand à Valenciennes